# Rhopalus
Genre
Rhopalus  est un genre d'insectes du sous-ordre des hétéroptères (punaises), de la famille des Rhopalidae, de la sous-famille des Rhopalinae, et de la tribu des Rhopalini.

## Systématique
Le genre Rhopalus a été décrit par l'entomologiste allemand Peter Samuel Schilling en 1827.  

### Taxinomie
Liste des sous-genres et espèces :
- sous-genre Rhopalus (Rhopalus) Schilling, 1827
  - Rhopalus conspersus (Fieber, 1837)
  - Rhopalus distinctus (Signoret, 1859)
  - Rhopalus lepidus Fieber, 1861
  - Rhopalus parumpunctatus Schilling, 1829
  - Rhopalus rufus Schilling, 1829
  - Rhopalus subrufus (Gmelin, 1790)
- sous-genre Rhopalus (Aeschyntelus) Stål, 1872[2]. Synonyme pour le sous-genre : Rhopalus (Aeschynteles) Reuter, 1888. L'espèce type pour le sous-genre est : Corizus maculatus Fieber
  - Rhopalus kerzhneri Göllner-Scheiding, 1984
  - Rhopalus latus (Jakovlev, 1883)
  - Rhopalus maculatus (Fieber, 1837)
  - Rhopalus nigricornis (Hsiao, 1965)
  - Rhopalus sapporensis (Matsumura, 1905)
  - Rhopalus tibetanus Liu & Zheng, 1989